# José Gómez de Navia

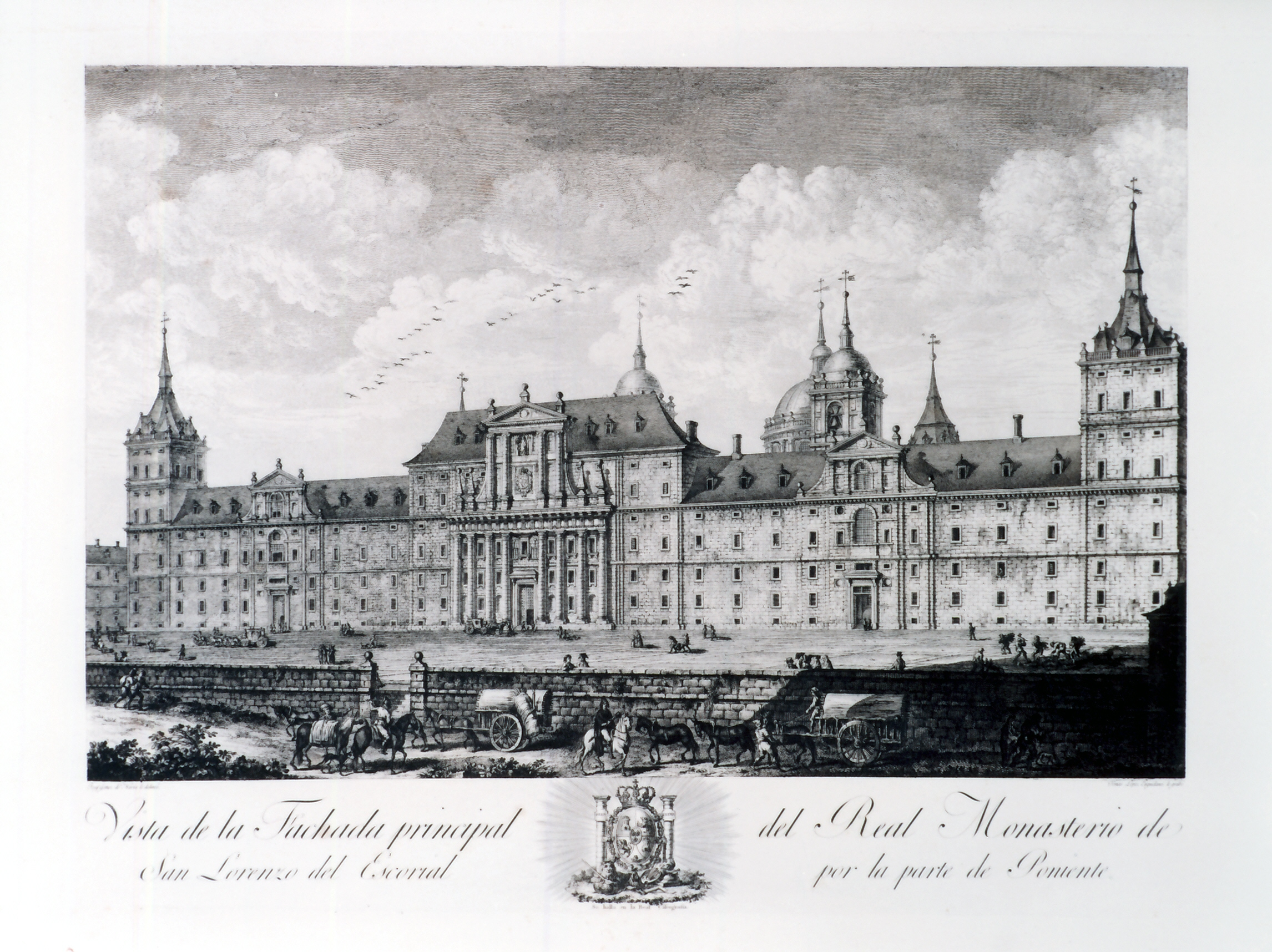
Vista de la fachada principal del Real Monasterio de San Lorenzo del Escorial por la parte de Poniente, hacia 1800, dibujo de José Gómez Navia, grabado por Tomás López Enguídanos.

José Gómez Navia (San Ildefonso, Segovia, 1757-Madrid, c. 1812) fue un grabador calcográfico y dibujante español, discípulo de Manuel Salvador Carmona. 

## Biografía
Formado en la Real Academia de Bellas Artes de San Fernando, en 1784 obtuvo el premio de grabado. Colaboró con frecuencia en la ilustración de obras científicas publicadas por la Imprenta Real, como los Elementos de física teórica y experimental… añadiendo la descripción de las máquinas y modo de hacer los experimentos, del físico francés Joseph-Aignan Sigaud de Lafond en edición de Tadeo López (1787), y Los diez libros de architectura de M. Vitrubio Polion, traducidos por Joseph Ortiz y Sanz (1787), los Elementos físico-químicos de la (sic) análisis general de las aguas de Torbern Bergman (1794), o las Nuevas indagaciones acerca de las fracturas de la rótula y de las enfermedades que con ella tienen relación, del médico catalán Leonardo Galli (1795).
También se encuentra su firma en ilustraciones de libros editados por otras imprentas, como la de Ibarra o la de Pantaleón Aznar. Una Vista de Tarragona grabó para el tomo XIII del Viage de España de Antonio Ponz. En 1789 en presencia del rey Carlos IV estampó dos láminas del libro de Casimiro Gómez Ortega, Florae hispanicae delectus, editado en 1791 por Plácido Barco López. Ensayó nuevos métodos de grabado y fue con Bartolomé Vázquez uno de los introductores de la técnica de puntos o a la manera de lápiz, que empleó en la Colección de cabezas de asuntos devotos sacadas de cuadros de pintores célebres, grabadas al estilo de lápiz (1794) y en el retrato de Diego Hurtado de Mendoza sobre dibujo de José López Enguídanos para los Retratos de españoles ilustres.
Su obra culminante es la Colección de diferentes vistas del Magnífico Templo y Real Monasterio de San Lorenzo de El Escorial, fábrica del católico y prudente Rey Felipe II, construido por los insignes arquitectos Juan Bautista de Toledo y Juan de Herrera su discípulo, de la que se encargó por iniciativa propia. El propio Navia, en carta dirigida a la Academia en octubre de 1800, informaba de que hallándose escaso de trabajo y conservando su afición por el dibujo, había decidido pasar el verano en El Escorial «con el fin de sacar varias vistas de aquel Monasterio para interpretar, por medio del grabado, aquella insigne maravilla». Argumentando la ausencia de estampas de calidad del monasterio después de las encargadas por Felipe II a Pedro Perret, la Real Academia de San Fernando, atendiendo a que es «Artista pobre que parece no tiene otros recursos», acordó finalmente encargarle la confección de diecinueve vistas además de la portada que había presentado ya grabada. A finales de octubre el artista mostró los dibujos al rey, a quien le gustaron tanto que le encargó otros del Real Sitio de Aranjuez y le concedió una pensión de 300 ducados anuales. En octubre de 1801 la Real Calcografía tomó a su cargo la realización de los grabados, de cuya ejecución, quizá por motivos de salud y problemas de visión de Navia, se encargaron Tomás López Enguídanos y Manuel Alegre.
El éxito que ante los reyes tuvieron sus vistas de El Escorial determinó además que a Navia se le encargasen los dibujos de otras vistas y perspectivas de los Sitios reales y edificios representativos de Madrid para ser grabadas por Manuel Alegre, Esteban Boix y Alonso García Sanz, entre otros. Los grabados abiertos sobre los dibujos de Navia, reunidos en la Colección de las mejores vistas y edificios más suntuosos de Madrid (1812), constituyen la última obra conocida del artista.